# Bernardia confertifolia
Bernardia confertifolia är en törelväxtart som beskrevs av Johannes Müller Argoviensis. Bernardia confertifolia ingår i släktet Bernardia och familjen törelväxter. Inga underarter finns listade i Catalogue of Life.